# کوچه‌مردها
کوچه‌مردها فیلمی به کارگردانی سعید مطلبی، نویسندگی فریدون گله و تهیه‌کنندگی عزیزالله کردوانی محصول سال ۱۳۴۹ است.

## داستان فیلم
«حسن» و «علی» در دوستی پایدارند. «قاسم» مرد شرور محله برای رسیدن به خواسته‌های خود به ایجاد نفاق بین آن دو می‌کوشد. ورود «اقدس» به محله و دلبسته شدن حسن و علی به او یک ماجرای عشقی را رقم می‌زند. اما علی برای کمک به دوست خود حسن، پا روی عشق خویش می‌گذارد. حسن ناخواسته و ندانسته متهم به قتل شده و بدون آن‌که خود بداند قربانی انتقام برادر مقتول می‌شود در حالی‌که معشوق قدیم او نیز فریب خورده و او را به دام می‌کشاند. علی پس از روشن کردن حقیقت ماجرای قتل، متوجه خطری که دوستش را تهدید می‌کند شده اما دیر می‌رسد و تنها نظاره‌گر جان باختن دوستش می‌شود. دوستی که به شدت زخمی شده و در دقایق آخر زندگی از او تقاضای خواندن آواز مورد علاقهٔ خود را می‌کند. حسن در آغوش بهترین دوستش دیده فرو می‌بندد.

## بازیگران و صداپیشگان
| نام بازیگر      | نقش                | گوینده          |
| --------------- | ------------------ | --------------- |
| محمدعلی فردین   | علی بلبل]          | چنگیز جلیلوند   |
| ایرج قادری      | حسن خُله            | منوچهر اسماعیلی |
| پوری بنایی      | اقدس               | ژاله کاظمی      |
| امین امینی      | قاسم رئیس          | ایرج ناظریان    |
| نرسی گرگیا      | عبدالله داداش قاسم | حسین عرفانی     |
| اکبر هاشمی      | رحمان              | فرشید فرزان     |
| فرهاد حمیدی     | رحیم داداش رحمان   | ؟               |
| محمود تهرانی    | پدر اقدس           | صادق ماهرو      |
| محمدتقی کهنمویی | مرشد محل]          | محمود نوربخش    |

## عکسهایی از فیلم

محمد علی فردین در فیلم کوچه مردها (۱۳۴۹)
ایرج قادری در فیلم کوچه مردها (۱۳۴۹)
پوری بنایی و محمد علی فردین در فیلم کوچه مردها (۱۳۴۹)
ثریا بهشتی در فیلم کوچه مردها  (۱۳۴۹)